# Kościół św. Józefa Robotnika w Konstantynowie Łódzkim
Kościół Świętego Józefa Robotnika w Konstantynowie Łódzkim – rzymskokatolicki kościół, jeden z dwóch rejestrowanych zabytków miasta. Mieści się przy ulicy Daszyńskiego. Kościół jest siedzibą parafii pod tym samym wezwaniem.

## Historia
Świątynia została wybudowana w latach 1826–1834 według projektu architekta Ludwika Bethiera dla ewangelików. Budowę wspierał założyciel i właściciel miasta Konstantynowa Mikołaj Krzywiec-Okołowicz. W 1897 została dobudowana wieża oraz przebudowano fasadę świątyni w stylu neorenesansowym. Podczas I wojny światowej w 1914 kościół został zniszczony. W latach 1921–1923 wybudowano nowy korpus świątyni według projektu architekta Józefa Kabana. W 1945 kościół został przejęty przez katolików. Konsekrowany w 1945 przez księdza Jana Kaweckiego, proboszcza parafii Narodzenia NMP w Konstantynowie. Poświęcony i konsekrowany 1 maja 2005 przez arcybiskupa Władysława Ziółka. Kościół został wybudowany w stylu neoklasycystycznym z elementami neorenesansowymi. 